# Violaine Leroy
Pour les articles homonymes, voir Leroy.
Violaine Leroy, née en 1981, est une illustratrice et scénariste française.

## Biographie
Violaine Leroy est issue de l'atelier illustration de l'école supérieure des arts décoratifs de Strasbourg. 

### Carrière professionnelle
Depuis 2005, ses dessins s'adressent aux enfants et aux adultes, à travers un travail mené à la fois dans l'édition (Éditions Milan, Nathan, Gallimard Jeunesse...) et dans la presse (Milan, Le Monde, La revue XXI...). Elle est cofondatrice du collectif artistique Les Rhubarbus aux côtés de l'illustratrice Anne Laval.
Ses planches sont sélectionnées à deux reprises lors du concours Jeunes Talents du Festival international de la bande dessinée d'Angoulême, en 2004 et 2007.
Son premier roman graphique, La rue des autres est édité aux éditions de la Pastèque en 2008. En 2015, elle s'intéresse, au détour des salles d'un musée, à ces personnages « dérangés » dans un roman graphique au même titre, Dérangés, entre rêves et réalité.
En 2015, à la Foire internationale du livre de jeunesse de Bologne, l'ouvrage qu'elle a illustré A table ! Petite philosophie du repas sur un texte de Martine Gasparov, est « Mention Spéciale » du Prix Book and Seeds.

## Ouvrages

### Romans graphiques et autres publications
- 2008 : La rue des autres, Éditions de la Pastèque
- 2015 : Dérangés, Éditions de la Pastèque

### Illustrations
- 2009 : Les morts vivants ne mangent pas de carottes de Pascal Prévost, Éditions Milan
- 2010 : Parle-moi d'amour : L'amour, les copains et moi de Nadine Mouchet et Valérie Combes, Amaterra Nouvel Angle
- 2010 : Parle-moi d'amour : Les garçons et les filles, de Nadine Mouchet et Valérie Combes, Amaterra Nouvel Angle
- 2011 : La baguette de nuit noire d'Anne Didier, Bayard Jeunesse
- 2011 : Une maman pas comme les autres de Françoise Grard, Actes Sud Junior
- 2011 : La nouvelle de la 6e K d'Emmanuelle Cabrol, Éditions Milan
- 2012 : Les rêves d' Astrid Dumontet, Éditions Milan
- 2014 : A table ! Petite philosophie du repas de Martine Gasparov, Gallimard Jeunesse
- 2016 : Où es-tu ? de Benoît Broyart, Seuil Jeunesse
- 2017 : La Belle et la Bête de Carole Martinez, Gallimard Jeunesse.
- 2019 : Le Tsarévitch aux pieds rapides de Victor Pouchet, L'École des loisirs.